# Al-Ḥāǧǧ ʽUmar
Al-Ḥāǧǧ ʽUmar (Aloar, 1794 - 1797 – 12 febbraio 1864) è stato un politico, militare e capo della popolazione dei Toucouleur senegalese.

## Biografia
Nato tra il 1794 e il 1797 a Halwar, era figlio di Saidou Tall e Sokhna Adama Aïssé Thiam. Era il quarto figlio, nato in una famiglia numerosa di notabili e leader religiosi, fula Toroodo si avvicinò all'Islam grazie ad Abd el-Karim, studioso musulmano del Futa Jalon e membro della confraternita Tijaniyya.
Dal 1827 in poi, ʽUmar Tall viaggiò per un periodo di diciotto anni. Si recò a Hamdallaye, sul Niger, dove incontrò Seku Amadu, il fondatore dell'impero teocratico dei Masina, e trascorse diversi mesi a Sokoto, alla corte di Muhammed Bello. Attraversò il Fezzan e si recò al Cairo prima di raggiungere La Mecca, dove ricevette da Muhammad Al Ghâlî i titoli di El Hadj e Califfo della confraternita sufi Tidjane per il Sudan (1828). Si unì alla confraternita Tidjaniya nel 1833, attraverso l'intermediazione di Mohammed el-Ghali Boutaleb, originario di Fez, che aveva conosciuto e frequentato alla Mecca.
Soggiornò quindi all'Università di al-Azhar al Cairo, poi nella dimora del sultano di Bornou, dove sposò una sua figlia; successivamente alla corte di Muhammed Bello, dove sposò una sua figlia, e infine di nuovo a Hamdallaye a casa dello sceicco Amadou. Nel 1845 trascorse un giorno a Mélakh, dove prese l'iniziativa di costruirvi un villaggio.
Per tredici anni predicò l'Islam sunnita attraverso la dottrina asharita, il diritto malikita e la spiritualità tijaniyya, prima nel Futa Jalon, poi a Dinguiraye (nell'attuale Guinea) nel 1848. Qui si preparò per la jihad (guerra santa).
Omar Tall rivendicava un'autorità personale trascendentale, negava l'importanza dell'adesione a un madhhab e favoriva l'ijtihad (giudizio religioso personale). Predicava che un credente dovesse seguire la guida di uno sceicco sufi che ha una conoscenza personale immediata della verità divina. Anche se Omar Tall non assunse mai il titolo di mujaddid o mahdi, fu considerato tale dai suoi seguaci. Egli divenne l'ideale torodbe della rinascita religiosa e della conquista dei pagani.
Il messaggio di Tall si rivolse a un'ampia fetta dei saheliani della metà del XIX secolo, tra cui fulani, soninké, mauri e altri. Molte persone di classe inferiore avevano rimostranze contro le élite religiose o militari locali. Gli schiavi aspiravano a ottenere la libertà combattendo per l'Islam. Gli individui senza radici di origine etnica mista trovarono invece una nuova identità e opportunità d'ascesa sociale. Le comunità sottoposte al potere degli europei guardavano a lui per scacciare gli stranieri. Le famiglie marabutte speravano di acquisire potere politico oltre alla loro influenza religiosa.
Creatasi così attorno a lui una reputazione di santo, Tall raccolse un gran numero di discepoli che formarono i quadri del suo esercito; questa forza, equipaggiata con armi leggere europee ricevute dai trafficanti britannici in Sierra Leone, attaccò i neri non musulmani a partire dal 1850; con l'aiuto dei mandinghi e dei mauri, occupò i territori dei sérèr, dei wolof, dei soninké, dei khassonk e del Bambouk (1853), poi attaccò i Massassi bambara, prendendo la loro capitale, Nioro nel 1854. Due anni dopo annetté il regno bambara di Kaarta e represse duramente le rivolte.
Combattendo contro le truppe coloniali francesi, fece costruire una tata (fortificazione) a Koniakary. Nell'aprile del 1857 dichiarò guerra al Regno di Khasso e condusse l'assedio al forte di Médine, che fu liberato dalle truppe di Louis Faidherbe il 18 luglio 1857.
A causa della presenza francese ad ovest, Tall si rivolse a est. Conquistò le importanti città bambara di Nyamina e Sansanding, seguite poi da Ségou il 10 marzo 1860. Quando quest'ultima città cadde, il suo re, Ali Diara (Bina Ali), fuggì a Hamdullahi portando con sé gli idoli tradizionali della famiglia reale.
Mentre fino a quel momento Tall aveva combattuto contro i Bambara animisti o i francesi cristiani, ora rivolse la sua attenzione agli Stati islamici più piccoli della regione. Nominando suo figlio Ahmadu Tall imam di Ségou, Tall marciò lungo il Niger per attaccare l'Impero Massina di Hamdullahi. Si trattava di un'azione controversa, in quanto era vietato attaccare un'altra potenza musulmana. Ahmad al-Bakkai al-Kunti, dell'ordine sufi dei Qadari, formò allora una coalizione di Stati locali per resistere a questa invasione, denunciata come una guerra illegittima di musulmani contro musulmani. La coalizione comprendeva, tra l'altro, Masina e Timbuctù.
Nelle battaglie che seguirono morirono più di 70.000 persone. La più decisiva fu quella di Cayawel, al termine della quale Amadu III, re masina, fu catturato e giustiziato. Djenné cadde poco dopo, seguita dalla caduta definitiva di Hamdullahi nel maggio 1862.
Una volta assicuratosi il controllo dell'intero Medio Niger, Tall si mosse contro Timbuctù, salvo essere respinto nel 1863 da una forza combinata di tuareg, maori e fulani. Nel 1863, questa coalizione inflisse diverse sconfitte all'esercito di Tall, finendo per uccidere alcuni dei generali più importanti come Alfa Umar (Alfa 'Umar), Thierno Bayla e Alfa 'Uthman.
Nel frattempo, nelle terre Masina scoppiò una ribellione guidata da Ba Lobbo, cugino di Amadu III. Nel reprimere la rivolta nella primavera del 1863, Tall rioccupò Hamdullahi. In giugno le forze combinate di Ba Lobbo, fulani e kounta, assediarono la città, che nel febbraio del 1864 cadde. Tall fuggì e riuscì a raggiungere una grotta a Degembere (nella falesia di Bandiagara) dove morì il 14 febbraio 1864.
Suo nipote, Tidiani Tall, gli succedette nella riconquista di Massina, anche se il figlio Ahmadu Tall, che operava da Ségou, fece gran parte del lavoro per mantenere l'integrità dell'impero. Tuttavia, i francesi continuarono ad avanzare, conquistando Nioro du Rip nel 1891. I territori una volta conquistati da Tall verranno completamente inglobati nella nascente dell'Africa Occidentale Francese.